# Federazione calcistica della Jugoslavia
La federazione calcistica jugoslava (in serbo-croato Фудбалски савез Југославије?, Fudbalski savez Jugoslavije) fu l'organismo di governo del calcio in Jugoslavia dal 1919, anno della fondazione del Paese, fino al 1992, quando ne fu decretata l'espulsione dalla FIFA e le sue competenze furono ereditate dalla federazione serba.
Fu fondata il 15 aprile 1919 a Zagabria nel Medulić Café come Jugoslavenski nogometni savez (JNS, federazione calcistica jugoslava).
Il 16 marzo 1930 la sede fu trasferita a Belgrado.
Le sue attività furono sospese tra l'aprile 1941, data dell'invasione jugoslava da parte delle truppe naziste e il settembre 1948, con il ritorno alla pace e l'istituzione della repubblica federale di Jugoslavia.
Con la dissoluzione del Paese e la guerra civile tra le varie etnie che lo componevano, la federazione fu bandita nel giugno 1992 da qualsiasi torneo.
Erano membri anche la Federazione degli arbitri di calcio della Jugoslavia (Savez fudbalskih sudija Jugoslavije, fondata l'11 dicembre 1948), la Federazione degli allenatori di calcio della Jugoslavia (Savez fudbalskih trenera Jugoslavije, fondata il 27 dicembre 1950) e l'Associazione dei club della Prima Lega Federale (Udruženje klubova Prve savezne lige, fondata nel 1966). La FSJ era membro dell'Associazione per la cultura fisica della Jugoslavia (SFKJ), del Comitato olimpico jugoslavo (JOK), della FIFA e della UEFA.
La Federcalcio serba ha ereditato il posto della Jugoslavia all'interno di FIFA e UEFA ed è considerata da entrambe le organizzazioni come l'unico successore di essa.

## Storia
La Federcalcio jugoslava (JNS) venne fondata il 14 aprile 1919 a Zagabria. Nel 1920, 112 squadre erano registrate nella JNS (Zagabria 73, Belgrado 13, Spalato 11, Lubiana 7, Sarajevo 8). Nel 1923, la JNS organizzò il primo campionato jugoslavo con la formula dell'eliminazione diretta, con la partecipazione di sei campioni delle sottofederazioni: Zagabria, Belgrado, Lubiana, Sarajevo, Spalato e Subotica.
Fu ammessa per la prima volta all'adesione alla FIFA con lo status di membro temporaneo (4 maggio 1921) e divenne membro a pieno titolo il 20 maggio 1923. Il 16 marzo 1930, l'assemblea della JNS si trasferì a Belgrado. Oltre alle sottofederazioni esistenti, ne furono stabilite di nuove a Novi Sad e Veliki Bečkerek (oggi chiamata Zrenjanin).
La JNS operò fino al 1º ottobre 1939, quando fu chiusa e lo stesso giorno fu fondata la Federcalcio suprema della Jugoslavia (Vrhovni nogometni savez Jugolavije, VNSJ) sempre a Belgrado, che comprendeva le seguenti federazioni: la Federcalcio croata (Nogometni savez Hrvatske), la Federcalcio serba (Srpski loptački savez) e la Federcalcio slovena (Slovenačku nogometnu zvezu). Il VNSJ cessò di funzionare il 6 aprile 1941, quando iniziò l'invasione della Jugoslavia.
Ancora prima della fine della seconda guerra mondiale, il calcio riprese, ma su basi nuove. In primo luogo, il 18 marzo 1945 fu istituita la Commissione Calcio presso la Commissione Sportiva (Odbor za fudbal pri Fiskulturnom odboru, FOJ). Il 4 e 5 maggio 1945 venne fondata l'Associazione atletica di Jugoslavia (Fiskulturni savez Jugoslavije, FISAJ), all'interno della quale erano stati formati comitati per ogni sport, tra cui quello calcistico. Comitati simili sono stati istituiti in tutte le associazioni sportive repubblicane. Nel 1948 si procedette al decentramento della gestione dello sport, e così fu fondata la Fudbalski savez Jugoslavije (in lingua serba), detta anche Nogometni savez Jugoslavije (in lingua croata), con sede a Belgrado.
Dal 1954 divenne membro dell'UEFA. Nel 1992, in seguito alla dissoluzione della Jugoslavia, lasciò il posto alla Fudbalski savez Srbije i Crne Gore (FSSCG).

## Sottofederazioni

### 1919–1939
Nel 1920, la JNS contava 130 squadre di calcio (Bačka e Banato 5, Bosnia ed Erzegovina 14, Dalmazia 12, Croazia e Slavonia 82, Slovenia 9 e Serbia 8). Un gran numero di club ha reso più difficile il lavoro della Federazione, quindi sono state istituite alcune sottofederazioni (podsaveze) calcistiche:
- Zagrebački nogometni podsavez, ZNP (8 settembre 1919)
- Splitski nogometni podsavez, SNP (7 marzo 1920)
- Beogradski loptački podsavez, BLP (12 marzo 1920)
- Ljubljanski nogometni podsavez, LNP (In sloveno: Ljubljanska nogometna podzveza) (23 aprile 1920)
- Subotički loptački podsavez, SLP (3 ottobre 1920)
- Sarajevski nogometni podsavez (primavera 1920)

In seguito al costante aumento del numero di club di nuova costituzione, la JNS ha deciso di creare nuove sottofederazioni, separandole dal territorio di quelle esistenti:
- Osječki nogometni podsavez, ONP (16 marzo 1924)
- Skopski loptački podsavez (1927)
- Novosadski loptački podsavez (1929)
- Velikobečkerečki loptački podsavez, VBNP (1929), poi cambiò nome in Petrovgradski loptački podsavez nel 1935
- Cetinjski nogometni podsavez (8 marzo 1931)
- Niški loptački podsavez (8 marzo 1931)
- Kragujevački loptački podsavez (17 aprile 1932)
- Banjalučki nogometni podsavez (13 marzo 1933)
- Sušački nogometni podsavez (4 febbraio 1940)

### 1939–1941
Il trasferimento della Federazione da Zagabria a Belgrado nel 1930, portò a una scissione all'interno della Federazione stessa, e nel 1939 furono istituite tre federazioni calcistiche all'interno della Federcalcio suprema della Jugoslavia (Vrhovnog nogometnog saveza Jugoslavije):
- Hrvatski nogometni savez
- Slovenski nogometni savez (in sloveno: Slovenačka nogometna zveza)
- Srpski loptački savez

### 1945–1991
Nel 1945 furono istituiti i Comitati sportivi repubblicani (Republički fiskulturni odbori) e nel 1948 furono costituite le Federazioni calcistiche repubblicane e provinciali (Republički i pokrajinski nogometni savezi), che furono unite nella Federcalcio della Jugoslavia (Fudbalski savez Jugoslavije).
- Fudbalski savez Crne Gore
- Nogometni savez SR Bosne i Hercegovine (in serbo: Fudbalski savez SR Bosne i Hercegovine)
- Nogometni savez Hrvatske
- Fudbalski savez Kosova (in albanese: Federata e Futbollit e Kosovës)
- Fudbalski savez Makedonije (in macedone: Fudbalski Sojuz na Makedonija)
- Nogometni savez Slovenije (in sloveno: Nogometna zveza Slovenije)
- Fudbalski savez Srbije / Фудбалски савез Србијe
- Fudbalski savez Vojvodine / Фудбалски савез Војводине[4]

## Competizioni

### 1923–1941
La JNS organizzò il primo campionato nazionale (Državno prvenstvo), con la formula della coppa ad eliminazione diretta, nel 1923, a cui parteciparono i campioni delle sottofederazioni calcistiche (Zagabria, Spalato, Belgrado, Lubiana, Subotica e Sarajevo). Il primo campionato con la formula del girone unico fu organizzato nel 1927. Nel 1939 furono organizzati campionati separati delle federazioni calcistiche croata, slovena e serba e le migliori squadre di contendevano per il titolo di campione jugoslavo nel girone finale. Le squadre di maggior successo nei campionati dal 1923 al 1941 furono il BSK Belgrado ed il Građanski Zagabria con cinque titoli ciascuno.

Vennero inoltre organizzate anche due coppe nazionali: le coppe del regno (per squadre di club) e la coppa del re Alessandro (per le rappresentative delle sottofederazioni).

### 1946–1991
Dalla stagione 1946–47 fino al 1991–92 la FSJ organizzava le prime due divisioni (Prva e Druga savezna liga) di un sistema di competizione a leghe in cui le squadre peggiori si spostano nella classe di competizione inferiore e le squadre migliori nella classe inferiore nella classe superiore. Le squadre di maggior successo nei campionati furono Stella Rossa (18 titoli), Partizan (11), Hajduk Spalato (7) e Dinamo Zagabria (4).

Nel periodo dal 1947 al 1991, la federazione organizzò anche una competizione di coppa chiamata Kup Maršala Tita.

## Nazionale
Nella sua storia, la nazionale di calcio della Jugoslavia disputò più di 500 partite. Il più grande successo ai Mondiali furono la semifinale nel 1930 ed il quarto posto nel 1962. Fu finalista agli Europei nel 1960 e nel 1968. Ha vinto 5 medaglie olimpiche, di cui quattro di fila, argento nel 1948, 1952 e 1956, oro nel 1960 e bronzo nel 1984.

## Presidenti
- Hinko Würth (1919–1920)
- Ante Jakovac (1920–1921)
- Ivo Lipovšćak (1921–1923)
- Miroslav Petanjek (1923)
- Veljko Ugrinić (1923–1924)
- Hinko Würth (1924)
- Kazimir Kremedić (1924–1925)
- Ivo Lipovšćak (1925–1927)
- Dragan Vučković (1927)
- Ljubomir Dermakis (1927)
- Vatroslav Krčelić (1927–1928) (ad interim)
- Ante Pandaković (1928–1930)
- Janko Šafarik (1930–1931)
- Zarija Marković (1931–1932)
- Božidar Todorović (1932–1934)
- Miodrag Filipović (1934–1935)
- Ljubomir Radovanović (1935–1937)
- Mihajlo Andrejević (1937–1941)
- Milorad Arsenijević (1946–1948)
- Ratomir Dugonjić (1948–1951)
- Veljko Zeković (1951–1952)
- Dragomir Nikolić (1952–1953)
- Ratomir Dugonjić (1953)
- Branko Pešić (1953–1955)
- Ratomir Dugonjić (1955–1956)
- Branko Pešić (1956–1957)
- Dušan Đurđić (1957–1964)
- Aleksandar Jovančević (1964–1965) (ad interim)
- Boško Baškot (1965–1967)
- Dragoljub Kirčanski (1967–1971)
- Luka Bajakić (1971–1973)
- Pavle Davkov (1973–1974)
- Pero Korobar (1974–1976)
- Tone Florijančić (1976–1978)
- Ševćet Mustafa (1978–1980)
- Dimo Hanović (1980) (interim)
- Milan Brajević (1980–1981)
- Tomaš Tomašević (1981–1982)
- Draško Popović (1982–1984)
- Janko Pejanović (1984–1986)
- Slavko Šajber (1986–1987)
- Antun Čilić (1987–1988)
- Tomislav Filipovski (1988–1990)
- Marko Ilešić (1990–1991)

## Federazioni calcistiche derivate
- Federazione calcistica della Croazia - 1912
- Federazione calcistica della Serbia - 18 aprile 1919/28 giugno 2006[5] (autonoma Federazione calcistica della Voivodina, 9 gennaio 1949)[4]
- Federazione calcistica della Slovenia - 1920
- Federazione calcistica del Kosovo - 1946
- Federazione calcistica del Montenegro - 1931
- Federazione calcistica della Macedonia - 1949
- Federazione calcistica della Bosnia ed Erzegovina - 1992
- Federazione calcistica della R.F. Jugoslavia - 1992 -> Federazione calcistica di Serbia e Montenegro - 2003